# Исигуро, Киёко
Киёко Исигуро (яп. 石黑喜代子; 4 марта 1901 года — 5 декабря 2015 года) — японская супердолгожительница. На момент своей смерти 5 декабря 2015 года она была вторым старейшим ныне живущим человеком в Японии и пятым в мире. Также она была старейшей ныне живущей жительницей префектуры Канагава. По состоянию на сентябрь 2018 года она входит в список 55 старейших людей в истории.
В последние свои годы она была вынуждена пользоваться трубкой для дыхания. Киёко Исигуро умерла 5 декабря 2015 года в возрасте 114 лет и 276 дней. Самым старым ныне живущим человеком в префектуре Канагава стала Тиё Мияко.

## Рекорды долголетия
- 12 января 2013 года, после смерти Кото Окубо, стала старейшим живущим жителем префектуры Канагава.
- 4 марта 2015 года отпраздновала 114-летие.

## См.также
- Долгожитель
- Список старейших женщин
- Список старейших людей в мире